# Crème double
Crème double [ˈkrɛːm ˈduːbl̩] (in der Schweiz Doppelrahm), auch Double crème, ist ein besonders gehaltvolles, süßrahmiges, koch- und löffelfestes Sahneerzeugnis mit einem Fettgehalt von 40 bis 55 %. Crème double ist also eine Sahne mit erhöhtem Fettgehalt, sie wird zur Verfeinerung von Suppen, Saucen oder Desserts und zum Backen verwendet.
In der deutschen Milcherzeugnisverordnung ist Doppelrahm als Sahneerzeugnis nicht ausdrücklich erwähnt, jedoch gibt es bei Quark und Käse die Bezeichnung Doppelrahmstufe.
In der Schweiz muss nach Art. 70 Buchstabe c VLtH der Fettgehalt von Doppelrahm mindestens 45 % betragen. Eine bekannte Sorte Doppelrahm ist die sogenannte Crème double de la Gruyère (Greyerzer Doppelrahm) aus dem Kanton Freiburg, deren Fettgehalt im Allgemeinen ca. 50 % beträgt.
Als Ersatzprodukt kann Clotted Cream oder eine Mischung aus Mascarpone und Schlagsahne zu gleichen Teilen dienen.
Ein Crème double vergleichbares Milchstreichfett mit ebenfalls 45 % Fettgehalt wurde außerdem Anfang der 1970er Jahre in der DDR unter dem Namen Frische Rahmbutter auf den Markt gebracht und nach 1990 noch bis 2019 unter neuem Namen als „Die Frische Sahnige“ auf Rügen produziert.